# Башня Штефана (Бая-Маре)
Башня Штефана (рум. Turnul Ștefan) — колокольня ныне не сохранившейся церкви Святого Стефана в городе Бая-Маре, Румыния — архитектурная доминанта и яркая достопримечательность средневекового центра города.
Римско-католическая приходская церковь в Бая-Маре, построенная 1347—1376 годах и в 1387 году освящённая в честь Святого Стефана, была крупной романской постройкой длиной 50 и шириной 19 метров. Сооружение 40-метровой каменной колокольни при церкви началось 1446 году в ознаменование победы князя Трансильвании Яноша Хуньяди над турками у реки Яломица и было завершено к 1468 году его сыном Матьяшем I. В 1588 году церковь стала реформатской.
За свою историю церковь и колокольня не раз страдали от ударов молнии и пожаров и подвергались перестройкам. В 1619 году башня получила высокую и заострённую пирамидальную крышу. В 1628 году башня стала часовой — вместо колокола её оснастили четырьмя механическими часами, изготовленными мастером из Прешова, — по одному циферблату на каждую сторону башни. В 1770 году крыша башни приобрела форму барочного купола и обзавелась галереей. Очередного пожара церковь Святого Стефана не выдержала — её восстановление было сочтено слишком дорогим и колокольня осталась одинокой. В 1847 году руины церкви были взорваны, а на её месте разбили небольшой парк. Планы по постройке новой церкви Святого Стефана остались нереализованными, а уцелевшая колокольня использовалась уже как пожарная каланча. В 1899 году крыша башни вновь была перестроена, на этот раз в неоготическом стиле с четырьмя башенками по углам. В 2007 году светло-зелёная шиферная крыша была повреждена циклоном и заменена на новую — медную; были также укреплены стены башни, а часовые механизмы заменены на электрические.
Башня Штефана открыта для посетителей. Вход осуществляется через южную дверь, на первый уровень ведёт каменная винтовая лестница. Далее можно подняться по деревянным ступеням. С галереи башни открывается красивая панорама города Бая-Маре.